# Lantana ukambensis
Lantana ukambensis là một loài thực vật có hoa trong họ Cỏ roi ngựa. Loài này được (Vatke) Verdc. mô tả khoa học đầu tiên năm 1992.